# Rutschsicherheit
Unter Rutschsicherheit oder auch Trittsicherheit werden Eigenschaften eines Bodenbelags in Bezug auf gleitfördernde Stoffe, wie beispielsweise Wasser, zusammengefasst. Die Frage, warum ein Mensch ausgleitet oder hinfällt, ist relativ einfach zu beantworten. Jeder, der die Kontrolle über seinen Körperschwerpunkt verliert, kann fallen.
Es gibt eine Vielfalt von Faktoren, die die Rutschsicherheit beeinflussen. Die Faktoren können nicht nur im Bodenbelag selbst, sondern z. B. in der Umwelt, den Personen selbst oder den konkreten Umständen ihren Ursprung haben. Alle Einflussgrößen können hier nicht dargelegt werden und können in keiner Prüfung realitätsnah einfließen. Die Rutschsicherheit von Personen ist insbesondere auf nassen und glatten Böden gefährdet, weil beim Begehen ein Aquaplaning-Effekt auftreten kann.

## Prüfmethoden
23,6 % aller meldepflichtigen Arbeitsunfälle wurden im Jahr 2021 durch Stolpern, Stürzen und Ausrutschen verursacht. Ursachen für das Ausrutschen liegen in der Gestaltung des Fußbodens und des Schuhwerkes sowie in deren Verschmutzung. Seit es Regelungen zur Rutschsicherheit in Deutschland gibt, hat sich die Zahl der Unfälle reduziert. Es gibt eine Reihe von Prüfmethoden zur Rutschsicherheit von Bodenbelägen sowohl vor Ort als auch im Labor. Das Institut für Arbeitsschutz der Deutschen Gesetzlichen Unfallversicherung führt solche Prüfungen durch – als Orientierungsprüfung oder als Baumusterprüfung (mit Prüfzeugnis und DGUV Test-Zertifikat). Es gibt jedoch auch noch andere Institute und Labore, die entsprechende Prüfungen durchführen.
Historische Prüfmethoden
In den 1930er Jahren hat ein mittlerweile nicht mehr existierender Keramikhersteller die ersten Versuchsaufbauten aufgestellt, um die Problematik im Labor zu simulieren. Dabei wurde eine Schräge gebaut, die man mit Öl eingelassen hatte. Man versuchte anschließend durch alternative Oberflächengestaltungen, die Ausgleiteigenschaften zu verändern.
Aktuelle Situation
Die nationalen Normen wurden 2022 durch die EN 16165 ersetzt, in der nun folgende 4 Prüfverfahren geregelt sind:
- Prüfung durch barfüßiges Begehen auf der schiefen Ebene
- Prüfung durch beschuhtes Begehen auf einer schiefen Ebene
- Pendelprüfung
- Tribometer-Prüfung

## Prüfmethoden im Labor

### Arbeitsbereiche allgemein
Die Prüfung nach DIN 51130 wird wie folgt durchgeführt: Der zu prüfende Belag wird auf ein Prüfgestell gelegt und 200 ml pro Quadratmeter eines speziellen Motoröls aufgetragen. Eine Prüfperson begeht mit normierten Arbeitsschuhen den Belag, während dieser über die hintere Kante angehoben wird. Der Prüfer läuft auf der so immer steiler werdenden Rampe auf und ab, bis er ausrutscht oder sich unsicher fühlt. Der dabei abschließend erreichte Neigungswinkel des Belags beziehungsweise der Rampe wird gemessen. Die durch dieses Verfahren mittels zweier Prüfpersonen festgestellte Gradzahl führt zur Einteilung in die unten stehende Bewertungsgruppe. Eine „Vor-Ort-Messung“ und Überprüfung des Belags nach einer gewissen Nutzungsdauer oder Sanierung ist mit dieser Methode nach DIN 51130 nicht möglich. Dies wird von vielen Seiten bemängelt.
Rutschsicherheitswerte R mit Gradzahlen:

(ohne Werte für „Verdrängungsräume“, die sich weiter unten befinden)
| R-Wert | Gradzahlen |
| ------ | ---------- |
| R 09   | >06° – 10° |
| R 10   | >10° – 19° |
| R 11   | >19° – 27° |
| R 12   | >27° – 35° |
| R 13   | >35°       |

Verdrängungsräume:

In Arbeitsbereichen, in denen fettige, pastöse oder faserig-zähe Stoffe auf den Boden gelangen, müssen Fliesen gegebenenfalls auch noch einen „Verdrängungsraum“ besitzen. Als Verdrängungsraum wird das Volumen (Hohlraum) beschrieben, welches zwischen Schuhsohle und Bodenbelag verbleibt. Dieser wird in vier V-Klassen unterteilt. Der V-Wert gibt an, welche Flüssigkeitsmenge in cm³ der Boden auf einem dm² mindestens aufnehmen können muss.
| Gruppe | Mindestvolumen |
| ------ | -------------- |
| V4     | 04 (cm³/dm²)   |
| V6     | 06 (cm³/dm²)   |
| V8     | 08 (cm³/dm²)   |
| V10    | 10 (cm³/dm²)   |

### Nassbelastete Barfußbereiche
Nach EN 16165 wird auf einer verstellbaren schiefen Ebene die Prüfflüssigkeit (Wasser mit nichtionischen Tensid) aufgebracht. Die Prüfpersonen begehen barfuß die geneigte Prüffläche. Der entsprechende Winkel des Rutschens wird dann aufgezeichnet.

## Prüfmethoden vor Ort

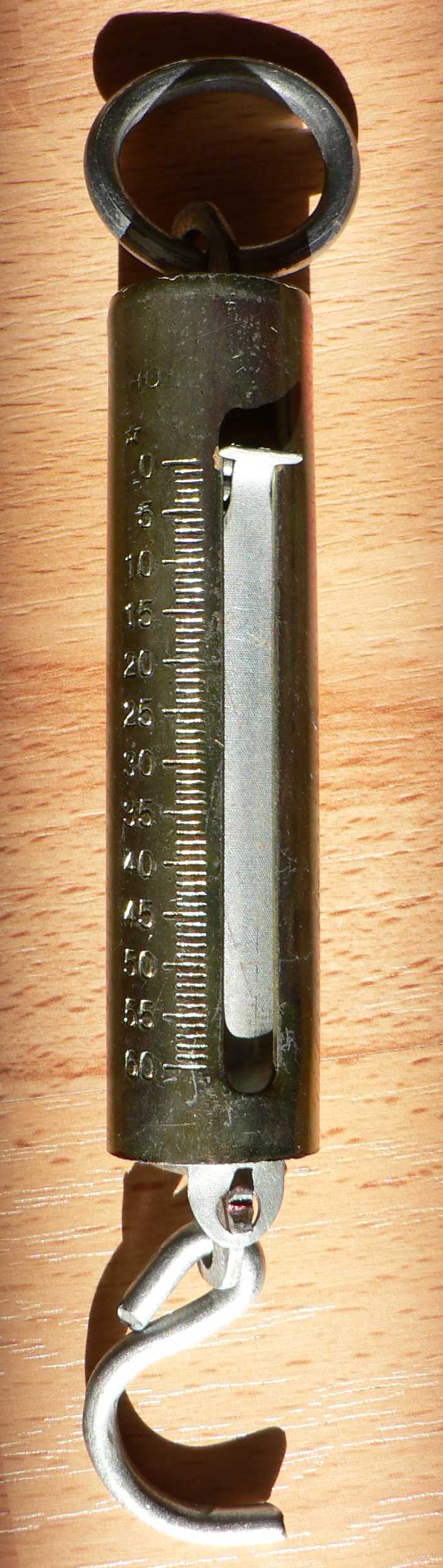
Federwaage

Um einen Belag „vor Ort“ zu prüfen, wurden verschiedene Geräte gebaut, die nachfolgend in chronologischer Abfolge vorgestellt werden. Allen gemeinsam ist, dass ab der Bewertungsgruppe R10 keine Möglichkeit zur nachträglichen Überprüfung mit Gleitreibmeßmethoden besteht.

### Schustergerät
Das erste war das sogenannte „Schuster-Gerät“, ein Gewichtklotz mit Gummiklötzchen als Unterseite, der über den Boden gezogen wird. Mit einer Federwaage wurde gemessen, wie viel Kraft bei der gleitenden Bewegung aufgewandt werden musste. Das Verhältnis aus Gewicht des Geräts und Zugkraft ergab den dimensionslosen Gleitreibwert. Das Ergebnis war subjektiv, da es von der Person des Prüfers abhing. Deshalb wurde, um das Prüfergebnis zu objektivieren, an eine elektronische Variante gedacht.

### SRT-Pendel
Dieses Pendelprüfgerät mit dem SRT-Pendel kommt aus England und ist in der Europäischen Norm für Außenbereiche aufgeführt. Im Ursprungsland wird es wegen Ungenauigkeiten abgelehnt. Die „Forschungsgesellschaft für Straßen- und Verkehrswesen e. V.“, Köln, hat 1997 ein Merkblatt über den „Rutschwiderstand von Pflaster und Plattenbelägen für den Fußgängerverkehr“ herausgegeben, in dem die Ermittlung der Gleitreibungswerte, der „SRT-Werte“, erklärt wird. Zu den Außenbereichen gehören auch Bodenbeläge, die Regen oder Schnee durch Windeintrag ausgesetzt sind, zum Beispiel überdachte Eingänge. Beim Messen mit einem SRT-Gerät wird ein geeichtes Pendel für die Mikrorauheit und ein Ausflussmesser für die Makrorauheit eingesetzt. Bei dem Ausflussmesser handelt es sich um einen zylinderförmigen Messbehälter mit einem elastischen Dichtring, der auf den Bodenbelag aufgesetzt wird. Das Behältnis wird mit Wasser befüllt und die ausfließende Flüssigkeitsmenge in einem definierten Zeitabschnitt gemessen. Beide Werte werden zu einem SRT-Wert umgerechnet. Mit dem SRT-Verfahren können sowohl neu zu verlegende Platten im Labor als auch bereits verlegte Platten in Bodenbelägen gemessen werden. Eine Vergleichbarkeit zwischen Rutschsicherheitswerten R und den SRT-Werten besteht nicht.

### FSC 2000

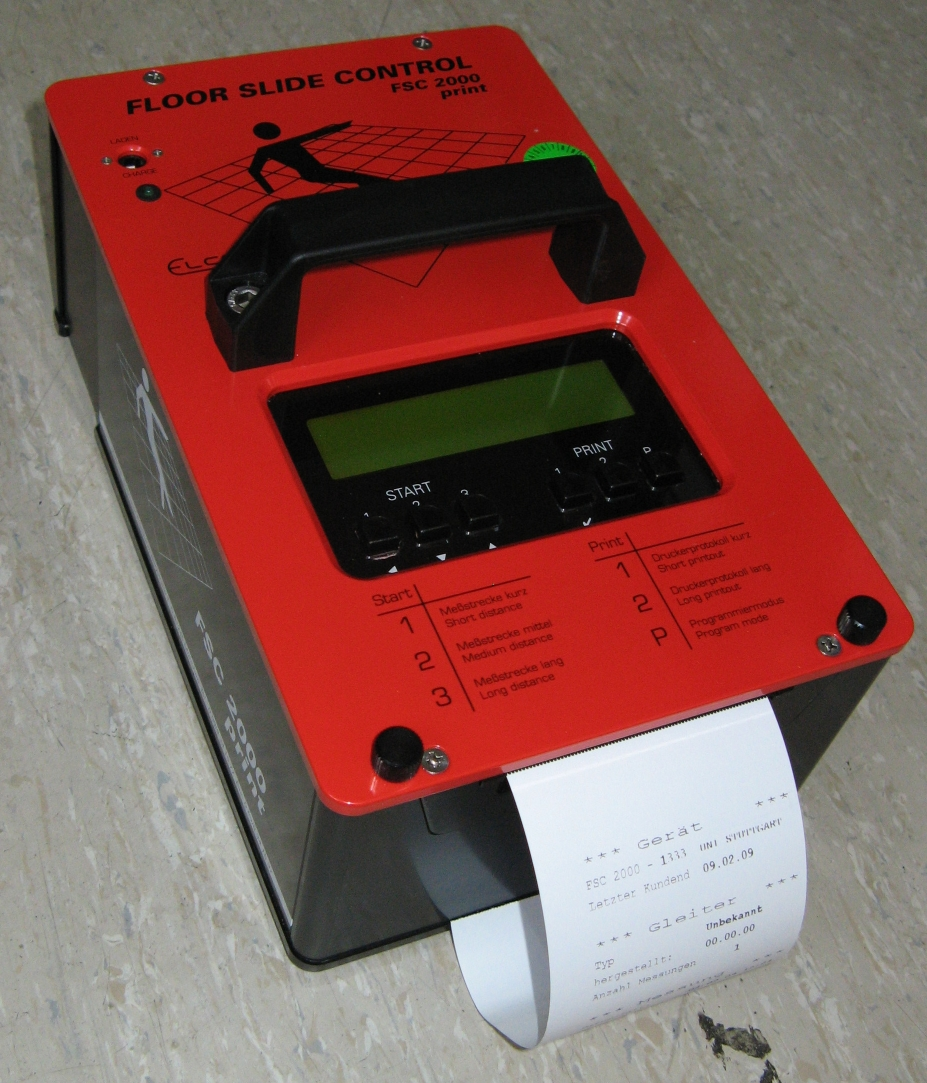
FSC 2000 print Messgerät

Ein Hersteller aus Ottobrunn baute das erste selbstfahrbare Messgerät (FSC 2000), das in Frankreich und den Beneluxländern zugelassen ist. Ein Motor treibt eine Achse an. Der Gleiter unter dem Gerät bewirkt einen Widerstand, dessen Gleitreibwert auf einen Messstreifen übertragen und sofort ausgedruckt werden kann. Seit 2003 wird eine generalüberholte Version angeboten, die den sogenannten Stick-Slip-Effekt minimiert hat.

### GMG 100 & GMG 200
Eine neue Generation, die mit einer Seilwinde arbeitet, vermeidet das Risiko durchdrehender Räder, das beim FSC 2000 besteht. Damit entsprechen die Gleitreibungsmessgeräte GMG100 und GMG200 der Forderung der Norm DIN 51131 und werden von den BGs, also den gesetzlichen Unfallversicherern, inzwischen „vor Ort“ eingesetzt. Der Messbereich dieser Geräte umfasst den Bereich der Klasse R9, andere Einstufungen in höhere Gruppierungen sind nicht zulässig. Analog dazu Barfußbereiche unterhalb Klasse A bis in Klasse B. Es werden mit dem GMG100 und GMG200 ausschließlich Bodenbeläge mit geringem Verdrängungsraum < V4 gemessen.
Nach ISO oder RAL zertifizierte Betreiber können ihr GMG100 oder GMG200 bei Bedarf, spätestens jedoch jährlich beim Hersteller kalibrieren lassen. Der Hersteller GTE benutzt eine geeichte Prüfeinrichtung. Die jährliche Kalibrierung ist eine Auflage des jeweiligen Qualitätsmanagementsystems (z. B. ISO 9001). Ansonsten kann der Anwender den Zeitpunkt für die Kalibrierung selbst entscheiden.
Im Auftrag der Unfallversicherung (BGs) ist das GMG200 für die Vor-Ort-Messung entwickelt und gebaut worden, und nur dieses Gerät erfüllt z. Zt. die DIN 51131.
GMG100 und GMG200 entsprechen der im August 2008 veröffentlichten DIN 51131 (Norm für Gerätespezifikation und Labormessung).

### FSC 3
Das Gerät wird auf der Herstellerseite nur mit einem Bild ohne weiteren Text aufgeführt. Das Gerät arbeitet mit einem elektrischen Antrieb, der das gesamte Gerät mit definierter Geschwindigkeit über den Boden bewegt. Zur Messung der Rutschsicherheit gibt es unterschiedliche Gleiter aus Gummi, Leder, Kunststoff und anderen Materialien um die Gleitreibung an der Oberfläche zu messen. Angezeigt wird ein Gleitreibungskoeffizienten. Gemessen wird der dynamische Gleitreibungskoeffizient zwischen einem integrierten Gleiter und dem zu prüfenden Fußboden (Messprinzip Schuster). Der Gleitreibungskoeffizient wird in Längsrichtung ermittelt. Die Messstrecke beträgt jeweils z. B. 1 Meter. Die Messergebnisse wurden über die Messstrecke auf Messstreifen protokolliert und der Mittelwert ermittelt. Die Testfläche sollte vor der Messung zunächst einer Grundreinigung unterzogen und weiterhin unbedingt vor der Messung feucht mit Wasser entstaubt (Baustellenbedingungen) werden. Zum Zeitpunkt der Messung sollen die Oberflächen augenscheinlich trocken sein. Eine Abschätzung der rutschhemmenden Eigenschaften eines Fußbodens kann anhand der von der Bergischen Universitäts-Gesamthochschule Wuppertal vorgeschlagenen Grenzwerten vorgenommen werden. Danach werden die rutschhemmenden Eigenschaften eines Fußbodens wie folgt eingestuft:
Gleitreibungskoeffizient, rutschhemmende Eigenschaft:
- 0,00 – 0,29 unsicher,
- 0,30 – 0,44 bedingt sicher,
- 0,45 – 0,64 sicher und
- 0,65 – 1,00 sehr sicher.

### Aktuelle Situation der nationalen und internationalen Normen
Mit dem Erscheinen der EN 16165 im Dezember 2021 wurden die DIN 51097, DIN 51130, DIN 51131, als auch die ÖNORM Z 1261 zurückgezogen. Die DIN 51130 erschien am 2023-03 neu und regelt nun die Bestimmung des Verdrängungsraums bei Fußböden.
Die Regelungen der Berufsgenossenschaften bzw. der gesetzlichen Unfallversicherung haben den Status von erweiterten Versicherungsbedingungen und sind somit zunächst eine rein deutsche Angelegenheit. Sie dienen der Umsetzung des deutschen Arbeitsschutzgesetzes und bieten den Arbeitgebern, den Beschäftigten und auch den Bürgern allgemein Rechtssicherheit und Schutz.
Gemeinden mit einem Schwimmbad unterwerfen sich deshalb den Vorschriften, Regeln und Merkblättern der Gemeinde-Unfallversicherungen. Gewerbetreibende haben die Vorschriften, Regeln oder Merkblätter der jeweiligen Berufsgenossenschaften zu erfüllen.

### Stuttgarter Gleitmessgerät
Messungen im Bereich von Sportböden und Sportstätten nach DIN 18032 und IAAF.

### Nachteile von Messungen „vor Ort“
Ein Nachteil ist die hohe Manipulierbarkeit bei manchen Geräten.
Beim Einbau gilt i. d. R der „R-Wert“, bei Sanierungen kann ein „Vor-Ort“-Gerät benutzt werden. Die Manipulierbarkeit ist bei den neuen GMG- und den FSC-Geräten nur mit sehr hohem technischem Aufwand möglich. Spätestens bei der Eichung ist das erkennbar. Manipulationen am Gleiter oder mit Hilfe von verfälschenden Gleitflüssigkeiten sind allerdings leicht möglich.
Ein Forschungsprojekt der Uni Wuppertal, Fachbereich Arbeitssicherheit, hat gezeigt, dass keine Vergleichbarkeit zwischen Rutschsicherheitswerten R- und SRT-Gleitreibwerten besteht. Das Medium Öl bei der schiefen Ebene zeigt andere Ergebnisse als trockene oder mit Wasser benetzte Gleiter. Für eine vergleichende Messung z. B. vor und nach einer Sanierung sind sie durchaus geeignet.

## Prüfmethoden im Ausland, weitere Normen, Regeln und Geräte
In der EN 1341, 1342 und 1343 (Europäische Produktnormen für Bodenbeläge, Treppen und Pflaster in Außenbereichen für Natursteine) werden SRT-Werte verlangt, die zwar europäisch genormt sind, aber von der Berufsgenossenschaft nicht anerkannt werden. Daneben gibt es neue Methoden, wie z. B. einen Schuhsimulator, der von der Universität Wuppertal entwickelt wurde. In Italien und den USA gibt es ebenfalls Messmethoden, die nicht vergleichbar sind mit der Methode der schiefen Ebene.

## Regelwerke für Arbeitsbereiche
1987 hatte die Einzelhandels-Berufsgenossenschaft ein Merkblatt mit der Bezeichnung ZH 1/571 herausgegeben, in dem die Forderungen der Berufsgenossenschaft festgelegt wurden. Hierzu zählte die Prüfung nach DIN 51130 mit Auflage, dass die Mindestanforderung der Rutschsicherheitswerts von R 9 hinzugefügt wurde, die in der DIN nicht enthalten ist. Nach der Umbenennung in die Berufsgenossenschaftliche Regel (BGR) BGR 181 und Verschärfung der Mindestanforderung im Oktober 2003 stellt dieses Regelwerk den anerkannten Stand der Technik dar. In der letzten Aktualisierung wurden auch die Außenbereiche in das Regelwerk aufgenommen. Die BGR 181 heißt seitdem DGUV Regel 108-003. Nachfolgend Beispiele der Bewertungsgruppen:
- R 09 gilt beispielsweise für Innenbodenbeläge in allgemeinen Bereichen (Büro)
- R 10 gilt für öffentliche Toiletten,
- R 11 gilt für Ladeneingänge und Treppen außen sowie in Küchen für Gemeinschaftsverpflegung in Wohnheimen, Kindertagesstätten, Sanatorien
- R 12 gilt in Krankenhausküchen und in Küchen, in denen mehr als 100 Gedecke täglich produziert werden
- R 13 gilt für Bodenbeläge in Schlachthöfen

Die Bewertungsgruppen der BGR 181 gelten ausschließlich als Mindestanforderungen für öffentliche Räume und ebene Flächen. Es bedeutet nicht, dass auf diesen Oberflächen keiner ausrutschen kann.

## Regelwerke für nassbelastete Barfußbereiche
In Schwimmbad und Sauna ist die Gefahr besonders groß. Daher sind auch hier entsprechende Regelwerke vorhanden.
Für Schwimmbäder sind diese in folgenden Normen geregelt.
- EN 15288-1 - Schwimmbäder - Teil 1: Sicherheitstechnische Anforderungen an Planung und Bau
- EN 13451-1 - Schwimmbadgeräte - Teil 1: Allgemeine sicherheitstechnische Anforderungen und Prüfverfahren für in öffentlichen Schwimmbädern installierte Schwimmbadgeräte

Die Deutsche Gesetzliche Unfallversicherung e.V. (DGUV) regelt in der DGUV Information 207-006 - Bodenbeläge für nassbelastete Barfußbereiche Anforderungen an Nassbelastete Barfußbereiche befinden sich z. B. in Bädern, Krankenhäusern sowie Umkleide-, Sanitär- und Duschräumen von Sport- und Arbeitsstätten. Statt Bewertungsgruppen für die Trittsicherheit mit Zahlen werden hier „A-B-C“-Werte ermittelt
| Bewertungsgruppe | Mindestwinkel | Anwendungsbeispiel                                      |
| ---------------- | ------------- | ------------------------------------------------------- |
| A                | 12°           | Umkleideräume                                           |
| B                | 18°           | Duschräume, Beckenumrandungen, Aufgänge zu Sprungbecken |
| C                | 24°           | Durchschreitebecken                                     |

## Naturstein

### Innenbereiche
Um die geforderte Rutschsicherheit eines Bodens aus Naturstein im Innenbereich zu erreichen, muss die Oberfläche eine entsprechende Rauheit aufweisen. Die Rauheit kann mittels Schleifen, chemischer Behandlung, lasertechnischer Bearbeitung erreicht werden. Ziel ist es, die Oberfläche mit der notwendigen Mikrorauheit auszurüsten und die Optik am geringsten zu beeinträchtigen. Zu beachten ist, dass eine Zertifizierung nach DIN 51130 durch ein akkreditiertes Prüfinstitut oder eine entsprechende CE-Kennzeichnung zu erfolgen hat.

### Außenbereiche
Beflammte, gestockte, sandgestrahlte oder ähnliche grobe Bearbeitungen von Natursteinoberflächen werden traditionell in Außenbereichen eingesetzt und haben sich bewährt.

## Keramische Oberflächen

### Innenbereiche
Für Keramiken ist die geschliffene Oberfläche zwar möglich, wird jedoch selten angewandt. Feinsteinzeug kann gelasert oder chemisch behandelt werden, um den Rutschsicherheitswert von R 9 oder mehr zu erreichen. Die chemische Behandlung ist meist unsichtbar bzw. nimmt der Oberfläche teilweise ihren Glanz. Eine weitere Methode, um die Traktion zu verbessern besteht in der Beschichtung mit farblosem, transparentem Lack in dem Quarzsand eingestreut wird oder schon enthalten ist. Beschichtungen haben aber den Nachteil, dass diese abgetreten werden (Trampelpfade). Diese Stellen müssen dann von Zeit zu Zeit nachgebessert werden. Meistens werden strukturierte Oberflächen direkt durch die Pressung der keramischen Pulver bei der Herstellung erzeugt, die bis zum höchsten Rutschsicherheitswert von R 13 reichen können. Für Keramiken für nassbelastete Barfußbereiche wird i. d. R. eine spezielle Glasur verwendet. Im Gegensatz zu einer „Dickschichtglasur“ ist diese makrorauh. Dies hängt damit zusammen, dass diese Glasur „scharf“ sein muss, damit der Fuß Halt findet. Diese Glasur ist gegenüber abrasiven Stoffen (Schuhschmutz) wenig resistent. Laut GUV 26/17 und deren Nachfolger ist diese Keramik manuell nicht zu reinigen. Maschineneinsatz, z. B. Walzenbürsten sind optimal für diese Keramik in Verbindung mit Phosphatreinigern.

### Außenbereiche
Hier wird die Rutschhemmung durch makroraue Strukturen erzeugt, die bereits bei der Pressung, vor dem Brand der keramischen Fliesen, eingearbeitet werden. Für die Verbesserung der Rutschfestigkeit im Freien gibt es neben Sprühkleber, Klebestreifen und Folien mit sandrauer Oberfläche auch Platten und Leisten aus Kunststoff oder Metall(auch für Leitern und Stufen) mit Granulat oder gar Einenschlacke aufgeschweißt etc. Je nach Problemstellung und Anforderung sowie optischen Zugeständnissen gibt es für jede Anforderung eine optimale Lösung, wobei diese auch meist mit Absicht auch optisch erkennbar sind.

## Glasböden
Bei Glasböden gibt es zur Herstellung von Rutschsicherheiten verschiedene Methoden, Sandstrahlen ist eine der häufigsten. Nachteilig ist, dass sandgestrahltes Glas manuell nicht gereinigt werden kann. Maschinell geht es i. d. R. nur mit Sprühextraktionsgeräten. Silikatische Beschichtungen sind reinigungsfreundlicher, laufen sich schneller glatt als andere Beschichtungen. Bei Flachglas, das auch Floatglas genannt wird, ist eine lasertechnische Bearbeitung mit speziellen Lasern, den Nd:YAG-Lasern, erforderlich, die durch ein deutsches Unternehmen patentiert sind. Ähnlich wie beim Siebdruck können auch direkt bei der Flachglasproduktion mikroraue Muster „eingeprägt“ werden.

## Nutzestriche
Nutzestriche, wie Magnesitestriche oder epoxydharzbeschichtete Zementestriche, können durch Einstreuung von Hartstoffen, wie Quarzsand, beim Einbringen ins Bauwerk in Innenbereichen bis zum Rutschsicherheitswert von R 11 rutschhemmend ausgerüstet werden.

## Betonwerkstein
Betonwerkstein (BTW) und Terrazzo wird für Innenbereiche in meist geschliffener Form angeboten. Dies reicht i. d. R. für den geforderten Rutschsicherheitswert von R 9 aus. In Außenbereichen sind es Betonplatten, die sandgestrahlt eingebaut werden, oder Platten aus Waschbeton.

## Elastische Böden
Neben PVC, Linoleum, Belägen aus Gummi gehören auch Polyolefine zu den Belägen, die auf Rutschsicherheit geprüft werden müssten.

## Weitere Themen zu rutschsicheren Oberflächen
- Keramikfliese
- Steinoberflächen
- Treppen
- Terrazzo
- Parkett

## Normen und Vornormen zur Rutschsicherheit im Innenbereich
- EN 16165 - Bestimmung der Rutschhemmung von Fußböden - Ermittlungsverfahren

- CEN/TS 15676 - Holzfußböden - Gleitwiderstand - Pendelprüfung[8]

## EN- und DIN-Normen zur Rutschsicherheit in Außenbereichen
- Beton
  - EN 1338 Pflastersteine aus Beton
  - EN 1339 Platten aus Beton
  - EN 1340 Bordsteine aus Beton
- Pflasterziegel
  - EN 1344 Pflasterziegel
- Naturstein
  - EN 1341 Platten aus Naturstein für Außenbereiche
  - EN 1342 Pflastersteine aus Naturstein für Außenbereiche
  - EN 1343 Bordsteine und Einfassungssteine aus Naturstein
- Sog. Restnormen, die weiterhin gelten
  - DIN 482 Straßenbordsteine aus Naturstein
  - DIN 483 Bordsteine aus Beton
  - DIN 18503 Pflasterklinker